# Parma Associazione Sportiva 1943-1944
Questa voce raccoglie le informazioni riguardanti il Parma Associazione Sportiva nelle competizioni ufficiali della stagione 1943-1944.

## Stagione
L'Associazione Sportiva Parma partecipa al Campionato Misto Alta Italia 1943-44 organizzato dal Direttorio VII Zona (Emilia).
Nel pieno della guerra vengono organizzati campionati misti, il Parma partecipa a quello denominato "Alta Italia", un torneo composto da squadre emiliane, la lombarda Mantova e la ligure 42º Corpo dei Vigili del Fuoco di La Spezia, reincarnazione dello Spezia, in uno dei quattro gironi eliminatori con altre quattro squadre, arriva quarto con 7 punti in classifica, vince il corpo dei Vigili del Fuoco di La Spezia con 13 punti, davanti al Suzzara con 11 punti, entrambe promosse in semifinale, nel seguito del torneo i liguri alla fine si aggiudicheranno il titolo, poi revocato, di Campioni d'Italia, battendo il Torino di Valentino Mazzola e di Loik.

## Rosa
| N. |                    | Ruolo | Calciatore         |
| -- | ------------------ | ----- | ------------------ |
|    | Italia (bandiera)  | P     | Armando Belletti   |
|    | Italia (bandiera)  | P     | Renato Catuzzi     |
|    | Italia (bandiera)  | D     | Alfredo Dall'Aglio |
|    | Italia (bandiera)  | D     | Roberto Fusco      |
|    | Italia (bandiera)  | D     | Dante Guagnetti    |
|    | Italia (bandiera)  | C     | Mario Bocchi       |
|    | Uruguay (bandiera) | C     | Ricardo Frione I   |
|    | Italia (bandiera)  | C     | Gino Giuberti      |
|    | Italia (bandiera)  | C     | Venuto Lombatti    |
|    | Italia (bandiera)  | C     | Gino Lucchini      |

| N. |                   | Ruolo | Calciatore     |
| -- | ----------------- | ----- | -------------- |
|    | Italia (bandiera) | C     | Ezio Pedroni   |
|    | Italia (bandiera) | A     | Edos Barbini   |
|    | Italia (bandiera) | A     | Pietro Bertoli |
|    | Italia (bandiera) | A     | Guido Corbelli |
|    | Italia (bandiera) | A     | Bruno Gazza    |
|    | Italia (bandiera) | A     | Enzo Loni      |
|    | Italia (bandiera) | A     | Gino Nicoli    |
|    | Italia (bandiera) | A     | Gianni Stratta |
|    | Italia (bandiera) | A     | Guido Zuliani  |

## Risultati

### Campionato Alta Italia

#### Girone di andata
| Arbitro: | Galli (Modena) |

|                             |           |          |
| A. Marmiroli 7’ Romitti 46’ | Marcatori | 36’ Loni |

| Arbitro: | Battistini (Bologna) |

|             |           |             |
| Barbini 20’ | Marcatori | 64’ Toscani |

| Arbitro: | Zilli (Reggio Emilia) |

|                   |           |  |
| Medica 44’ (rig.) | Marcatori |  |

| Arbitro: | Zamboni (Parma) |

|                                            |           |              |
| Corbelli 51’ Nicoli 54’, 76’ Guagnetti 56’ | Marcatori | 63’ Compiani |

| 5 marzo 1944 5ª giornata |  | – Turno di riposo PARMA |  |  |

### Girone di ritorno
| Parma 19 marzo 1944 6ª giornata | Parma              | 0 – 0 | Gianni Corradini Suzzara | Stadio Ennio Tardini\| Arbitro: \| Bernardi (Bologna) \| |
| Arbitro:                        | Bernardi (Bologna) |       |                          |                                                          |

| Arbitro: | Della Casa (Bologna) |

|                                                                            |           |             |
| Toscani 5’ (rig.) 75’ Dazzi 28’, 47’ Pizzigoni 40’, 57’ Pedroni 87’ (aut.) | Marcatori | 65’ Barbini |

| Parma 2 aprile 1944 8ª giornata | Parma             | 0 – 0 | 42º Corpo VVFF La Spezia | Stadio Ennio Tardini\| Arbitro: \| Fornari (Bologna) \| |
| Arbitro:                        | Fornari (Bologna) |       |                          |                                                         |

| Arbitro: | Ungarelli (Bologna) |

|  |           |          |
|  | Marcatori | 77’ Loni |

| 16 aprile 1944 10ª giornata |  | – Turno di riposo PARMA |  |  |